# 傳染性皮下及造血組織壞死症
傳染性皮下及造血組織壞死症（英文：Infectious hypodermal and hematopoietic necrosis，IHHNv）是存在於海洋水生物中的一種病毒，尤其是蝦種。受影響的蝦類為Penaeus monodon（草蝦）。嚴重則致死，不然則會影響蝦成長的速度，或是導致畸型的蝦種。此病毒也可以感染白對蝦（Litopenaeus vannamei）。感染的主要部位為鰓、表皮細胞、結締組織、造血組織和淋巴組織。病毒較活躍於西半球，如墨西哥、夏威夷，和東南亞等。

## 可能性病毒
此病毒在非洲及澳洲的蝦種的ＤＮＡ上找到了類似的ｓｅｑｕｅｎｃｅ，但是並沒有感染性，雖然目前仍還在研究中，但是可能是病毒癮性的注入了ＤＮＡ。雖然目前還未找到能激發ＤＮＡ再度重新感染的可能性。